# Sharon Isbin
Sharon Isbin est une guitariste classique américaine née le 7 août 1956 à Minneapolis.

## Biographie
Sharon Isbin naît le 7 août 1956 à Minneapolis (Minnesota).
Elle étudie la guitare dans sa ville natale avec Jeffrey Van puis à l'Université Yale, où elle reçoit les conseils de la pianiste Rosalyn Tureck, notamment. À la guitare, elle se perfectionne auprès d'Andrès Segovia, Alirio Díaz et Oscar Ghiglia,.
Comme interprète, Sharon Isbin se distingue lors de plusieurs concours internationaux, remportant les premiers prix des Concours de Toronto en 1975, du Concours international de musique de l'ARD à Munich en 1976 et du Concours de la Reine Sofia à Madrid en 1979. Ainsi elle mène rapidement une carrière internationale de récitaliste et de soliste de concerto,. 
Elle fait ses débuts à Londres en 1977, à Tokyo en 1978, à New York au Alice Tully Hall en 1979, et effectue des tournées en Amérique du Sud, en Israël, au Japon, aux États-Unis et en Europe.
Comme pédagogue, Sharon Isbin enseigne entre 1979 et 1989 à la Manhattan School of Music, avant de devenir professeur à la Juilliard School, où elle fonde le département de guitare en 1989. Elle enseigne également au Festival d'Aspen,.
Elle se produit avec des artistes tels Nigel Kennedy, Yo-Yo Ma et Gil Shaham, et avec des musiciens de jazz, de rock, et de musique sud-américaine.
Sharon Isbin est aussi investie dans le domaine de la musique contemporaine, commandant et créant des œuvres de Leo Brouwer, John Corigliano, Tan Dun (Yi 2, concerto pour guitare, 1996 ; Seven Desires, 2002), Lukas Foss, Aaron Jay Kernis (Double Concerto pour violon et guitare, avec Cho-Liang Lin), Ned Rorem, Christopher Rouse, Joseph Schwantner et Joan Tower, notamment.
Pour le disque, elle réalise de nombreux enregistrements, dont un album remarqué de concertos pour guitare des compositeurs américains Corigliano, Foss et Schwantner.
Elle rédige plusieurs articles consacrés à son instrument et a publié, avec Rosalyn Tureck, une édition pour guitare des Suites pour luth de Bach.

## Récompenses
- 2010 : Grammy Awards pour Journey to the New World[3]
- 2020 : Musical America (en) : instrumentiste de l'année[3]